# Destruction du patrimoine religieux
La destruction du patrimoine religieux réfère aux gestes de destruction ou de dégradation du patrimoine religieux de manière délibérée. De la sorte, d'innombrables œuvres d'art ont été perdues.

## Causes
Les causes de ces destructions sont multiples :
- Évolution des idées religieuses, par exemple, schisme des Albigeois ou des Huguenots qui remettent en question l'iconographie religieuse.
- Rejet de l'Église, par exemple, à l'époque de la Révolution française qui jugeait le clergé trop associé au pouvoir royal.
- Toujours à l'époque de la Révolution française, saisie totale ou partielle suivie de vente en totalité ou en partie des édifices religieux au titre de la législation sur le concept de Bien national ou domaines nationaux.
- Conflits armés ou religieux, par exemple, les attentats sur la mosquée al-Askari.
- Fanatisme religieux, comme la destruction par les talibans des Bouddhas de Bâmiyân.
- Réformes du clergé, comme la démolition des jubés au XVIIe siècle qui séparaient les fidèles du chœur, entraînant avec elle la destruction de reliefs et de sculptures.
- Désuétude ou spéculation : des édifices religieux trop dégradés pour être rénovés ou convoités pour des projets immobiliers peuvent faire l'objet de démolitions, comme les églises Saint-Jacques d'Abbeville, Saint-Blaise au Breuil et Saint-Pie X à Béziers en France.
- Actes criminels : œuvres et lieux saints vandalisés ou détruits par un acte criminel.

## Destructions notoires

### En Europe

#### En France et en Belgique
Le calvinisme, doctrine protestante qui émergea au XVIe siècle sous l'impulsion de Jean Calvin, tenait l'idolâtrie en horreur et donna lieu à la destruction de nombreuses œuvres d'art, mais également d'édifices religieux, ainsi la cathédrale d'Orléans a été pratiquement entièrement détruite par les huguenots en 1568. 
La plupart des jubés ont été détruits à partir du XVIe siècle, en effet le concile de Trente prit la décision que le chœur devait désormais être visible pour les fidèles au lieu d'être caché par les jubés, qui furent donc pratiquement tous détruits, sauf en Bretagne, durant les siècles suivants. Il subsiste quelques vestiges de ces jubés, conservés au musée du Louvre, comme L'entrée du Christ à Jérusalem du jubé d'Amiens ou Saint Matthieu avec l'ange du jubé de Chartres.
La Révolution française a, dès ses débuts, affronté le clergé, qui constituait alors un ordre privilégié. Durant la Grande Peur, plusieurs expéditions collectives ont mené à la destruction d'abbayes, bien que les symboles des privilèges seigneuriaux étaient plus particulièrement visés. Lorsque l'évêque Talleyrand propose de mettre les biens du clergé à disposition de la nation (ce qui sera fait le 2 novembre 1789), ce n'est d'ailleurs pas par conviction antireligieuse, car la conviction que les biens de l'Eglise sont mal employés était alors répandue. Un grand nombre d'édifices religieux sont alors vendus à des entrepreneurs pour être transformés en carrière de pierre. Parmi les pertes les plus importantes, il convient de mentionner :
- l'abbaye de Cluny : en 1791, l'abbaye est soumise au pillage et à la dilapidation des biens. Une grande partie des bâtiments est détruite. Les archives sont brûlées. En 1810, d'autres parties furent détruites par des explosions. Il ne reste presque plus rien aujourd'hui des bâtiments originaux ;
- la cathédrale d'Arras, datant du XIIe siècle, est désaffectée et vandalisée à partir de 1792-1793. En 1795, elle rouvre un temps à la suite de pétitions. Après une nouvelle période de vandalisme et d'utilisation comme étable, elle est vendue par la municipalité, et sa démolition complète commence à partir de 1799.
- la cathédrale de Boulogne, devenue bien national sous la Révolution, est vendue et par la suite détruite à partir de 1798.
- la cathédrale de Cambrai, datant des XIIe et XIIIe siècles, est convertie en magasin à grains en 1793. Elle est vendue en 1796 à un marchand de Saint-Quentin qui entreprend de la démolir pour en vendre la pierre. En 1815, elle n'en reste plus que quelques pans de murs, qui disparaissent finalement.
- la cathédrale Notre-Dame-et-Saint-Lambert de Liège : construite au Moyen Âge, la cathédrale de Liège a été détruite en 1794 ;
- les établissements religieux de la ville Dole dans le Jura sont vendus comme biens nationaux après la Révolution. La chapelle Notre-Dame-de-Bon-Secours est détruite ;

- la cathédrale Notre-Dame de Paris : la cathédrale fut l'objet de nombreux actes de vandalisme : décapitation des rois de Juda de la galerie des Rois de la façade, destruction d'une grande partie des statues des portails, des autels, du mobilier, des tableaux et des statues de l'intérieur, pillage du trésor, etc. La cathédrale est ensuite abandonnée et subit de tels dommages que sa démolition est envisagée. Auparavant, en 1771, le portail principal a été gravement altéré, à la demande du clergé, avec la destruction du trumeau qui a cependant été remis en place au siècle suivant par Viollet-le-Duc, lui-même responsable des travaux de restauration de la cathédrale jusqu'en 1864 ;

#### Europe du Nord
Le calvinisme s'est notamment étendu en Ecosse et aux Pays-Bas. Dans ce dernier pays, le mobilier, les statues, peintures, vitraux qu'abritaient les églises ont été systématiquement détruits à partir de 1506.

#### Europe de l'Est
Sous la période communiste, de nombreuses églises et autres édifices religieux ont été détruits. On estime environ à la moitié des églises et monastères, notamment en Russie durant l'époque stalinienne, mais surtout à l'époque de Khrouchtchev. À l'exception des plus remarquables édifices et œuvres religieuses qui ont pu être sauvés par des conservateurs (parfois en les cachant ou en logeant dedans pour en éviter le dynamitage), l'ensemble des créations chrétiennes de l'empire russe furent soit détruites, soit transformées (boîte de nuit, garages, hangars…), soit abandonnées sans aucun entretien. À partir de 1918, il était courant que les troupes bolchéviks et les commissaires politiques fassent des autodafés du contenu des édifices religieux, dans une politique de destruction systématique. En revanche, il ne semble pas que les établissements juifs et musulmans aient subi de telles profanations, 80 % des commissaires bolchéviks étant d'origine juive. Dans les années 1920, une campagne nationale de confiscation de toute l'orfèvrerie des églises (calice, patène, croix, reliure d'évangile, boîte à saint chrême…) fut entreprise. Ainsi, la cathédrale du Christ-Sauveur de Moscou a été détruite en 1931, pour être finalement reconstruite peu après la chute du régime communiste, entre 1995 et 2000. Depuis la fin du communisme, la plupart des édifices sont restaurés ou reconstruits par l'argent de l'Église orthodoxe russe qui a hérité de l'ensemble de ses biens immobiliers d'avant la Révolution de 1917, par les pratiquants et par de nombreux mécènes nouveaux millionnaires.
Aussi, si les destructions furent plus systématiques dans les régimes communistes que dans la France révolutionnaire, leurs effets sont maintenant plus atténués en Russie, due à la campagne de reconstruction à l'identique depuis le début des années 1990. 

### En Asie
Les conflits religieux ont donné lieu à la destruction de nombreux sites et œuvres majeurs. 
En Inde, les tensions très vives entre hindous et musulmans ont entraîné la destruction de la mosquée Babri Masjid à Ayodhya : centre d'un conflit inter-communautaire entre musulmans et hindous, la mosquée, construite en 1527, est rasée par les hindous en 1992, ce qui provoque de violentes émeutes où 2 000 personnes trouvent la mort.
L'islamisme a été ces dernières années l'idéologie ayant entrainé le plus de destructions d'édifices et d'œuvres religieuses, ainsi :
- les bouddhas de Bâmiyân : en Afghanistan, trois grandes statues (la plus haute mesurant 53 m) de Bouddha, inscrites au Patrimoine mondial de l'UNESCO, sont dynamitées en 2001 par les Talibans qui les considéraient comme impies ;
- le sanctuaire Al-Askari : lieu saint  chiite en Irak, le sanctuaire a fait l'objet de deux attaques, en 2006 et en 2007, qui ont détruit la coupole d'or et les minarets. Partiellement restauré, le bâtiment été rouvert aux visiteurs en 2009 ;
- le mausolée de Tombouctou : au mois de juin 2012, des groupes islamistes détruisent quatorze[4] des seize mausolées de la ville, inscrits peu avant au patrimoine de l'UNESCO, ainsi que la porte sacrée de la mosquée Sidi Yahia ;
- la tombe du prophète Jonas à Mossoul en Irak, lieu de pèlerinage musulman, est détruite le 24 juillet 2014 par les djihadistes de l'État islamique en Irak et au Levant ;
- en février 2015, au musée de Mossoul, en Irak, sur les terres contrôlées par l'État islamique, des membres de l'organisation détruisent à la masse des sculptures pré-islamiques au motif que, préexistant à l'Islam, elles sont des représentations de divinités païennes[5] ;
- le 21 juin 2017, lors de la bataille de Mossoul, la Grande mosquée al-Nouri est détruite par les djihadistes, ainsi que le minaret al-Habda.

Des actes criminels divers ont également entrainé la destruction d'œuvres religieuses, ainsi :
- au Mausolée Lalla Manoubia en Tunisie : le 16 octobre 2012, cinq individus cagoulés pénètrent dans le mausolée et y mettent le feu[6].
- La chapelle Notre-Dame du Sacré-Cœur : la chapelle de la basilique Notre-Dame de Montréal, datant de 1891, est détruite par un incendie criminel le 8 décembre 1978.
- La Pietà de Michel-Ange : le 21 mai 1972, la sculpture est gravement endommagée à coups de marteau par un déséquilibré. L'œuvre a cependant pu être restaurée.
- au Finistère : une dizaine de sites religieux, dont la vieille chapelle de Loqueffret, sont vandalisés et saccagés par un groupe se réclamant des « cultes païens anciens »[7].

## Galerie

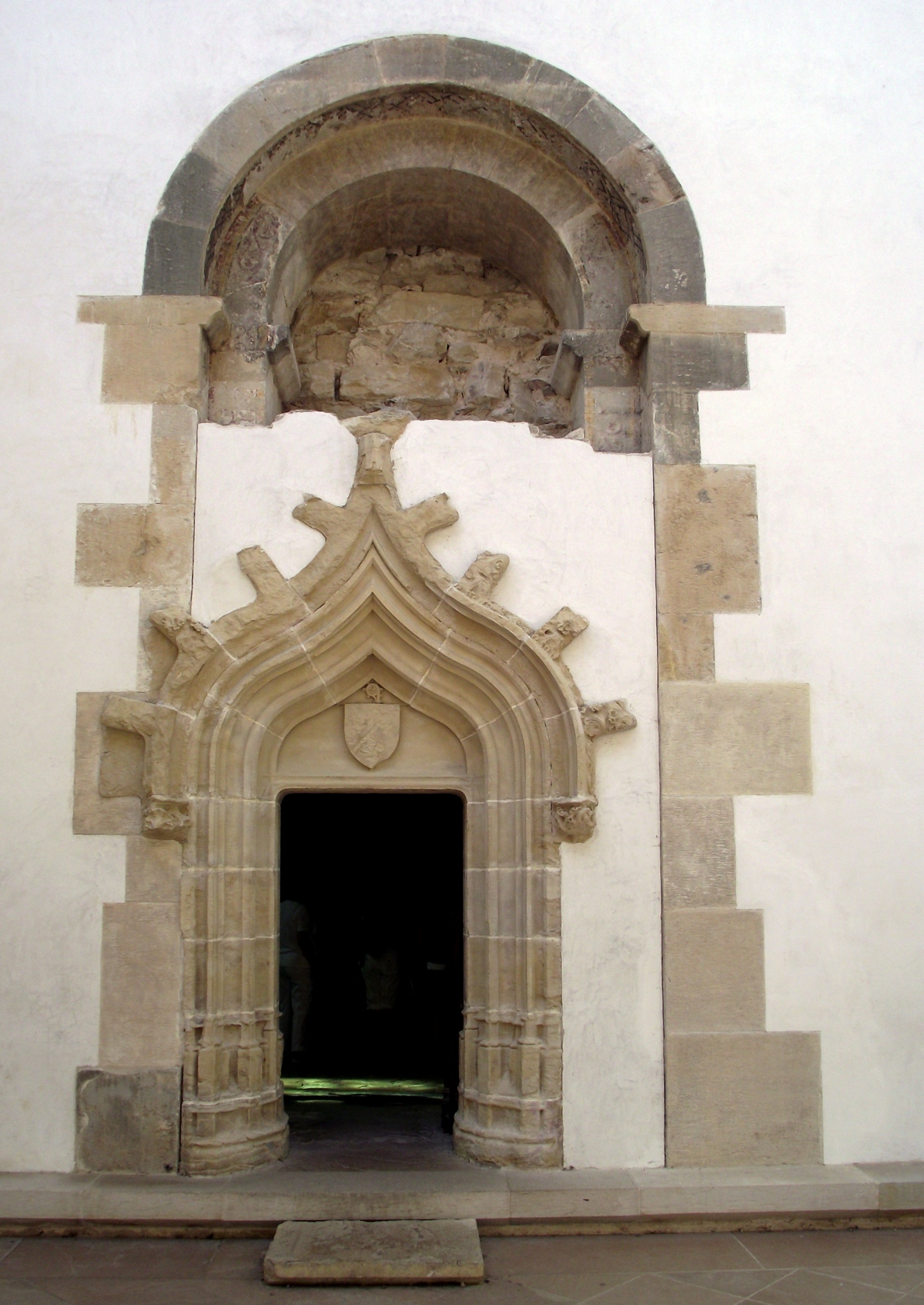
Détail de l'abbaye de Cluny.
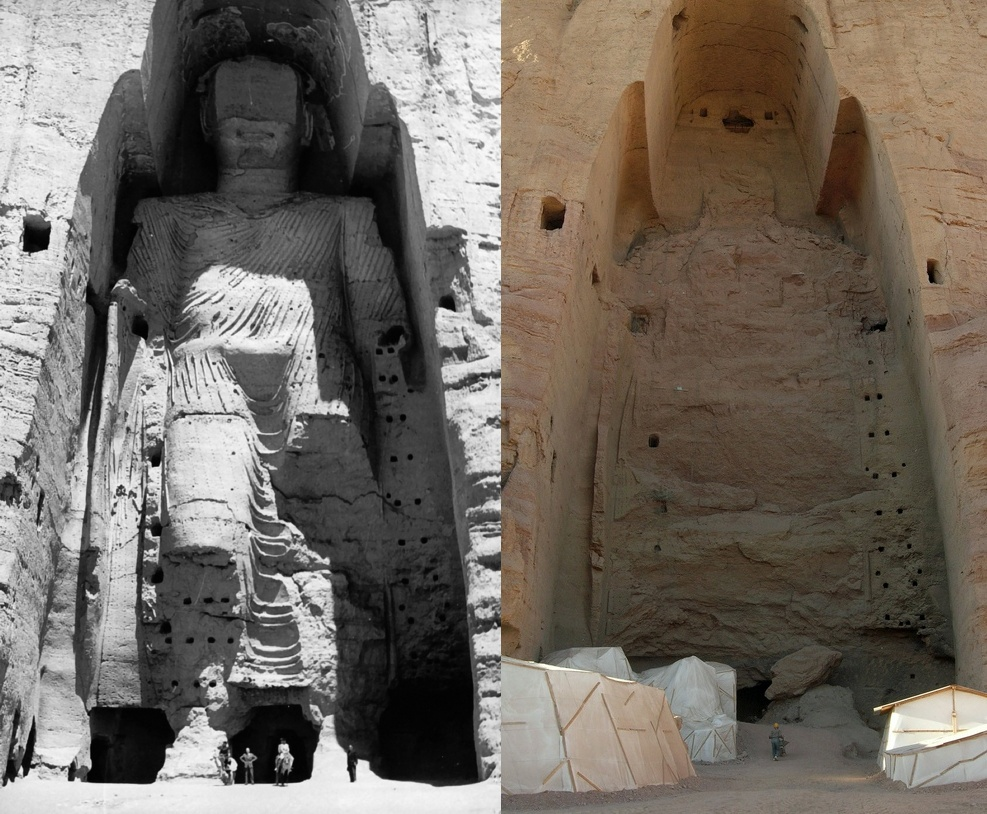
Le grand Bouddha de Bâmiyân avant et après sa destruction.
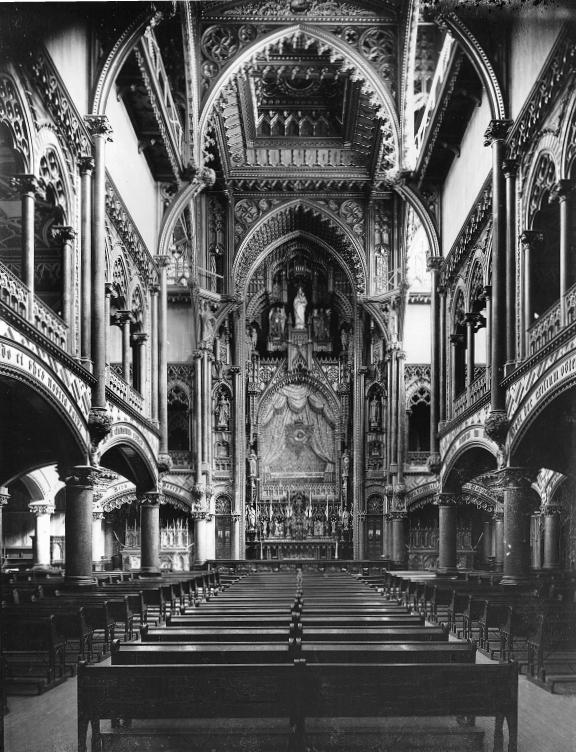
La chapelle Notre-Dame du Sacré-Cœur avant l'incendie.
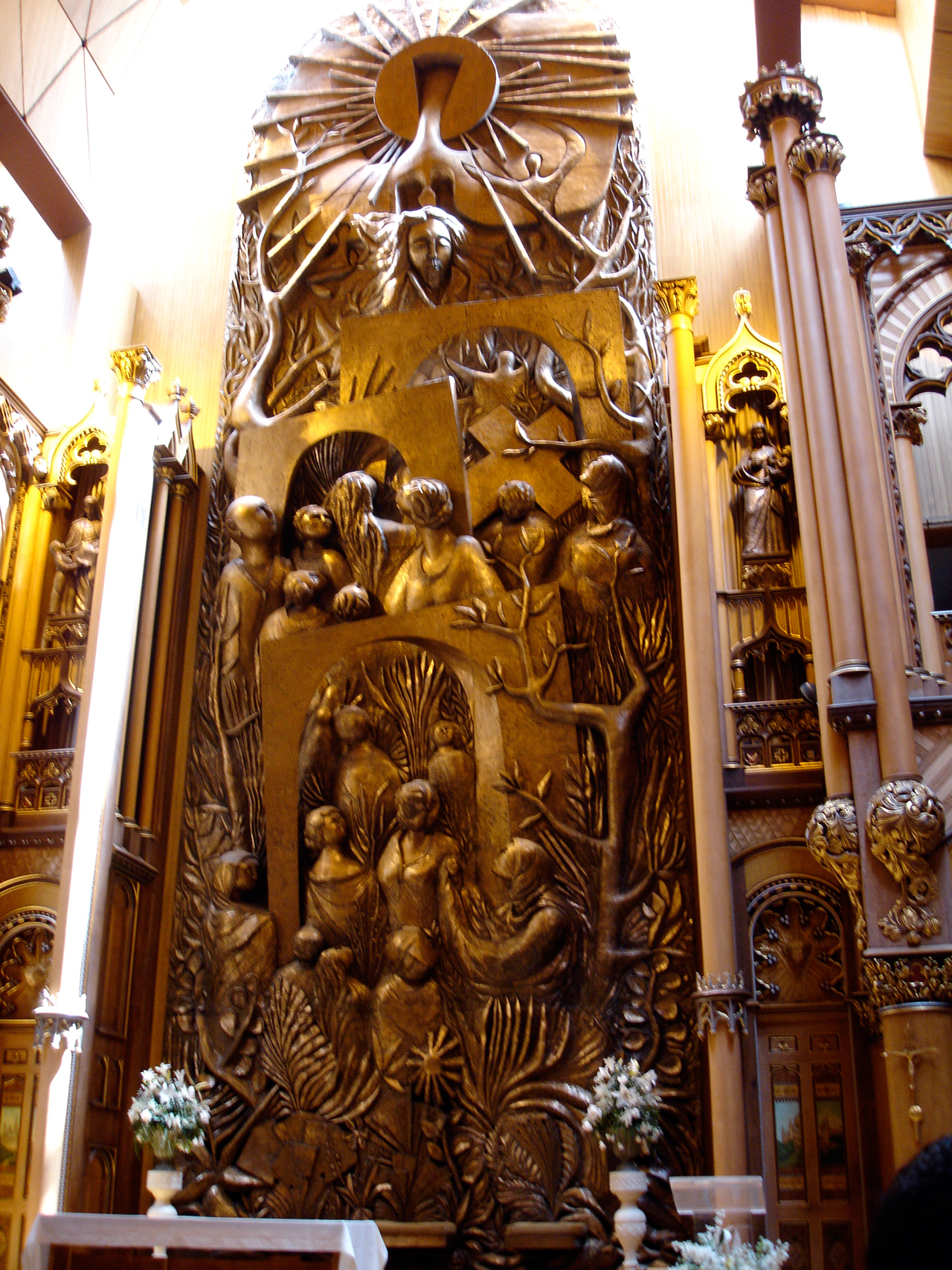
La chapelle reconstruite en 1982.
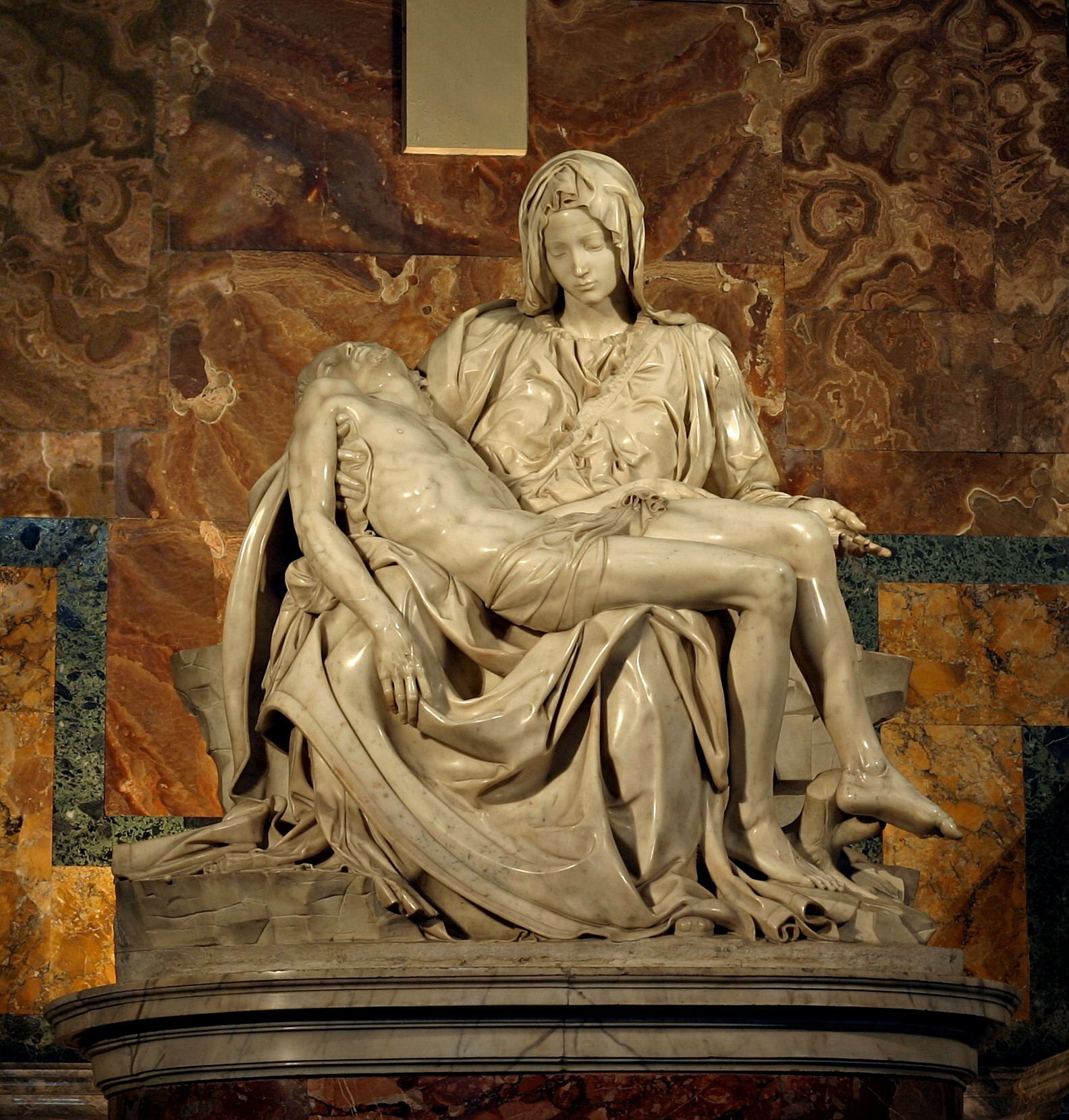
La Pietà de Michel-Ange.
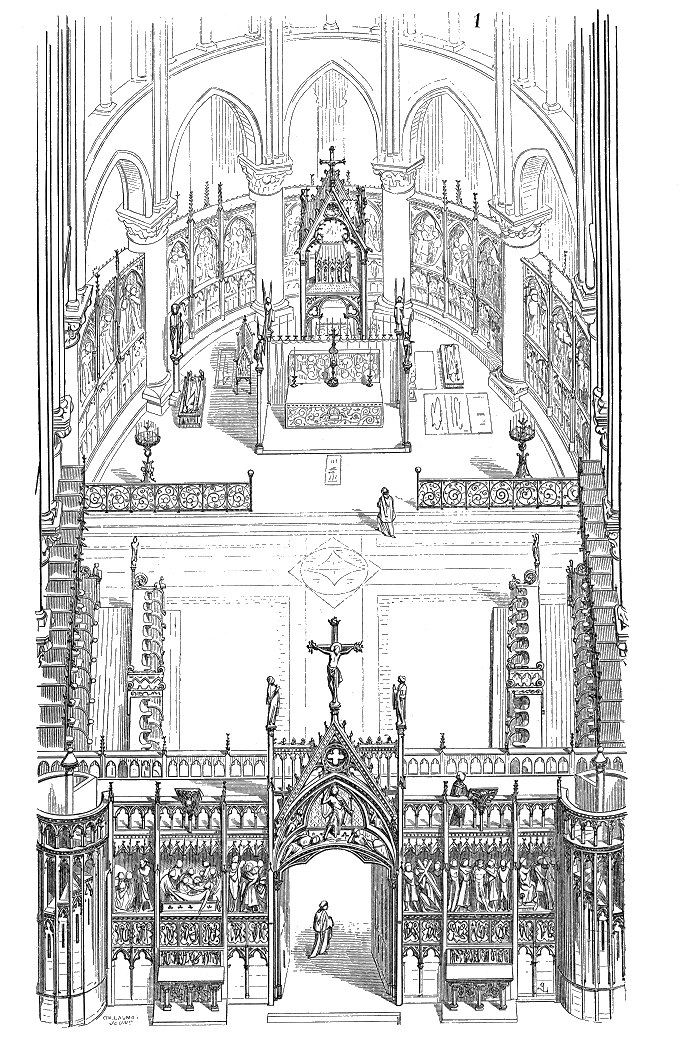
Jubé de la Cathédrale Notre-Dame de Paris (d'après Eugène Viollet-le-Duc).
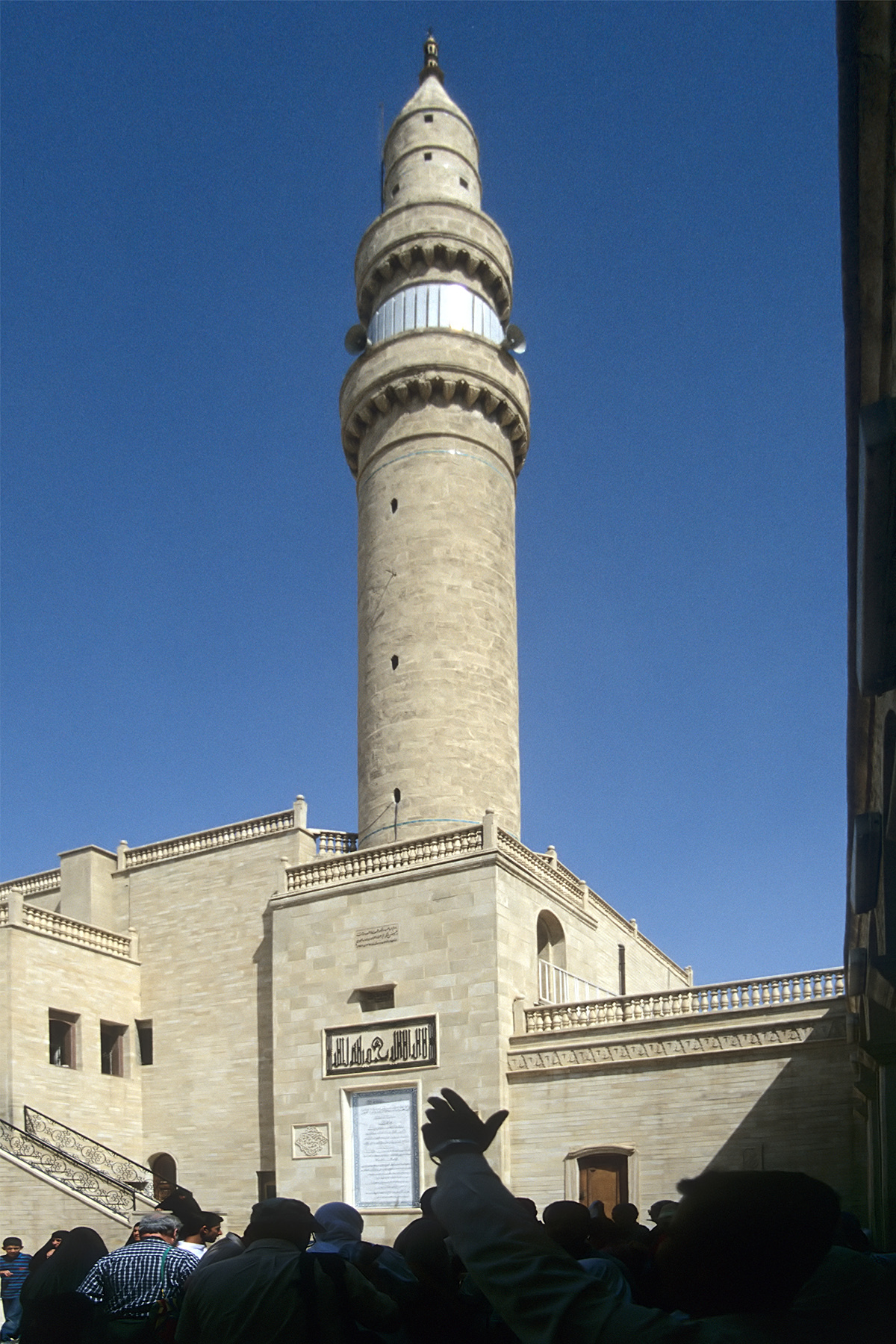
Minaret et tombe du prophète Jonas avant sa destruction.
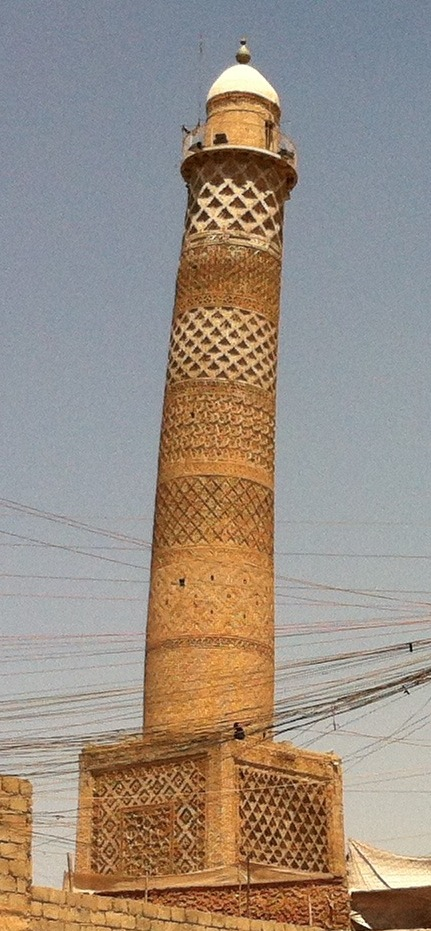
Minaret al-Habda à Mossoul

## Déclaration de l'UNESCO
La Déclaration de l’UNESCO concernant la destruction intentionnelle du patrimoine culturel a été adoptée par la Conférence générale de l'UNESCO lors de sa 32e session à Paris en 2003. La déclaration appelle les États à se conformer aux principes et objectifs contenus dans un certain nombre de recommandations et d'accords internationaux sur la protection du patrimoine culturel

## Liens connexes
- Génocide culturel
- Destruction du patrimoine culturel par l'État islamique
- Destruction de sites liés à l'Islam précoce

## Source
- Gabrielle Bartz et Eberhard König, Le Musée du Louvre, éditions Place des Victoires, Paris, 2005,  (ISBN 3-8331-2089-4).